# 타자키 준
타자키 준(일본어: 田崎潤, 1913년 6월 28일 ~ 1985년 10월 18일)은 일본의 배우이다. 1985년 10월 18일 폐암으로 사망하였다.

## 영화
- 지옥문 (1953년 영화)
- 킹콩 대 고지라
- 천국과 지옥 (1963년 영화)
- 모스라 대 고지라
- 일본의 가장 긴 하루
- 스가타 산시로
- 란 (영화)

## 텔레비전
- 태합기 (1965년 드라마)
- 미나모토노 요시쓰네 (1966년 드라마)
- 울트라 Q
- 하늘과 땅과 (1969년 드라마)
- 나라 훔친 이야기
- 가면라이더 X
- 도쿠가와 이에야스 (드라마)